# マウロ・ジェラルド・ガウボン
マウロ・ジェラルド・ガウボン（Mauro Geraldo Galvão、1961年12月19日 - ）はブラジル・ミナスジェライス州ポルト・アレグレ出身の元サッカー選手。

## 経歴
ヴァスコ時代の1998年にはリベルタドーレスカップに優勝、同年12月にはトヨタカップでレアルはマドリ―と対戦したが敗れた。
ブラジル代表として24試合の出場を記録。1986年のメキシコ、1990年のイタリアワールドカップにも参加。1989年のコパアメリカでは優勝を経験した。

## 所属クラブ
- SCインテルナシオナル 1979-1986
- バングーAC1986-1987
- ボタフォゴFR 1987-1990
- FCルガーノ 1990-1996
- グレミオFBPA 1996-1997
- CRヴァスコ・ダ・ガマ 1997-2000
- グレミオFBPA 2001